# گای (شهرستان بیلسک)
گای (به لهستانی:  Gaj) یک روستا در لهستان است که در گمینا بیلسک پودلاسکی واقع شده‌است.